# Mazda 323
Mazda 323 var en lille mellemklassebil fra Mazda bygget i seks generationer mellem starten af 1977 og efteråret 2003. I Japan hed modellen Mazda Familia og i Nordamerika hed den i starten Mazda GLC.
Fra 2002 ændrede Mazda tallene i modelbetegnelserne. Efterfølgeren for 323 hedder dermed Mazda3 og kom på markedet i september 2003.

## 323 (FA4, 1977−1980)
I januar 1977 kom den første generation af 323 med modelkoden FA4 på markedet. 323-serien afløste den på det tidspunkt over 10 år gamle 1000/1200/1300-serie. I modsætning til forgængeren var 323 en hatchback med tre eller fem døre. I september 1977 fulgte den tre- og femdørs stationcar 323 Variabel.
Bilen fandtes med firecylindrede motorer med slagvolume fra 1,0 til 1,4 liter med (i Japan) 33 til 61 kW (45 til 83 hk), som overførte kraften til baghjulene.
Sportsmodellen SP fandtes udelukkende som tredørs med 1,4-litersmotor med (i Europa) 52 kW (71 hk). Versionen kunne kendes på de gul-røde rallystriber og matsorte kofangere.
- 323 hatchback bagfra
- Mazda 323 Variabel (1977–1979)

Efter faceliftet i sommeren 1979 fik 323 rektangulære H4-forlygter samt større baglygter. Dellædersæderne (kunstlæder) med integrerede nakkestøtter blev afløst af veloursæder, som nu foran havde justerbare nakkestøtter.
I Japan hed modellen Familia, og i USA GLC. GLC stod for "Great Little Car" ("stor lille bil").
- Mazda 323 hatchback (1979–1980)
- Bagfra

### Tekniske data (europæisk version)
| Model   | Slagvolume cm³ | Max. effekt kW (hk) / omdr. | Max. drejningsmoment Nm / omdr. | Topfart km/t |
| ------- | -------------- | --------------------------- | ------------------------------- | ------------ |
| 1000    | 985            | 33 (45) / 5500              | 70 / 3000                       | 125          |
| 1300    | 1272           | 44 (60) / 5500              | 93 / 3500                       | 140          |
| 1400 SP | 1416           | 52 (71) / 5700              | 112 / 3200                      | 146          |

## 323 (BD, 1980−1985)
En helt ny 323 kom ud til forhandlerne i november 1980. Sedanversionen fulgte i oktober 1981, mens stationcarversionen 323 Variabel i første omgang fortsatte med den gamle models teknik og design. Også den anden generation af 323 hed i Japan Familia og i USA GLC.
Den nye model med modelkoden BD var kantet, glatfladet og moderne. For første gang var modellen forhjulstrukket. 323 BD fandtes som hatchback med tre og fem døre samt som sedan med fire døre. Modellen fandtes med motorer fra 1,1 liter/40 kW (54 hk) op til 1,5 liter/65 kW (88 hk). Bilen blev også den mest solgte japanskproducerede bil.
- Mazda 323 sedan (1981–1983)
- Mazda 323 hatchback (1983–1985)

I januar 1983 gennemgik 323 BD et facelift, hvor de forreste blinklys blev flyttet ned i kofangeren og baglygterne blev modificeret. I slutningen af 1983 præsenteredes en prototype til en Familia Cabriolet. Bilen blev i et styktal på 10.000 også leveret i DDR.
I juni 1985 blev produktionen af BD-modellen indstillet.
- Mazda 323 hatchback (1983–1985)

## 323 (BF, 1985−1989)
I juli 1985 kom 323 BF på markedet. Modellen beholdt forgængerens basale design, dog mindre kantet med fladere linje og smallere forlygter. Også denne model fandtes med tre, fire eller fem døre. Usædvanlig var den frem til faceliftet i sommeren 1987 monterede bagrudevisker på sedanmodellen.
I maj 1986 kom der en ny 323 stationcar (type BW) på basis af 323 BF. Samtidig blev modelprogrammet udvidet med en dieselmotor på 1,7 liter med 40 kW (54 hk).
I starten af 1987 trådte Mazda ind i rallysporten og introducerede en tredørs model med firehjulstræk. Motoren var en 1,6-liters turbomotor med 110 kW (150 hk), benzinindsprøjtning og to overliggende knastaksler.
323 gennemgik et facelift i august 1987, hvor alle benzinmotorer fik indsprøjtning og reguleret katalysator. 1,6-liters turbomotorens effekt faldt til 103 kW (140 hk), og motoren kunne nu også fås til den forhjulstrukne version.
I Sydafrika blev 323 BF bygget videre frem til 1990'erne under navnene Sting og Ford Laser. Den kunne der også fås som pickup, Rustler, som også blev solgt som Ford Bantam (den første Bantam/Rustler-generation var derimod baseret på den første Ford Escort med forhjulstræk).
- 323 tredørs bagfra
- Mazda 323 sedan (1985–1987)
- Mazda 323 tredørs (1987–1989)
- 323 tredørs bagfra
- Mazda 323 sedan (1987–1989)
- Mazda 323 stationcar (1987–1989)

### Sikkerhed
Det svenske forsikringsselskab Folksam vurderer flere forskellige bilmodeller ud fra oplysninger fra virkelige ulykker, hvorved risikoen for død eller invaliditet i tilfælde af en ulykke måles. I rapporterne Hur säker är bilen? er/var Mazda 323 i årgangene 1986 til 1990 klassificeret som følger:
- 1999: Mindst 20 % bedre end middelbilen[3]
- 2001: Mindst 20 % bedre end middelbilen[4]
- 2003: Mindst 15 % bedre end middelbilen[5]
- 2005: Mindst 15 % bedre end middelbilen[6]
- 2007: Som middelbilen[7]
- 2009: Som middelbilen[8]
- 2011: Som middelbilen[9]
- 2013: Mindst 20 % dårligere end middelbilen[10]
- 2015: Mindst 20 % dårligere end middelbilen[11]
- 2017: Mindst 40 % dårligere end middelbilen[12]

## 323 (BG, 1989−1996)
I september 1989 blev den fjerde generation af 323 med modelkoden BG introduceret. Designet blev konsekvent videreudviklet, dog uden at forkaste trækkene fra forgængeren. En nyhed var den med tilnavnet "F" kendetegnede femdørs coupélignende model 323F. Denne var med sin flade linjeføring og klapforlygterne meget sportsligt udlagt. Samtidig fik 323 stationcar et facelift, hvorved optikken blev tilpasset den nye modelserie. Modellen kunne også fås med firehjulstræk.
Også i denne modelserie fandtes der en firehjulstrukket version af tredørsmodellen. Denne var udstyret med en 1,8-liters 16V SOHC-motor med 76 kW (103 hk).
Motorprogrammet omfattede følgende motorer:
- 1,3 liter 8V SOHC benzin 49 kW (67 hk), 1989−1991
- 1,3 liter 16V SOHC benzin 54 kW (73 hk), 1989−1996
- 1,6 liter 8V SOHC benzin 62 kW (84 hk), 1989−1991
- 1,6 liter 16V SOHC benzin 65 kW (88 hk), 1991−1994
- 1,8 liter 16V SOHC benzin 76 kW (103 hk)
- 1,8 liter 16V DOHC benzin 94 kW (128 hk), kun tre- og femdørs i "GT"-modellen
- 1,7 liter diesel 41 kW (56 hk)

Type BG-8 med firehjulstræk:
- 1,8 liter SOHC benzin 76 kW (103 hk) med manuel midterdifferentialespærre
- 1,8 liter DOHC turbo benzin 120 kW (163 hk) med midter- og bagakseldifferentialespærre
- 1,8 liter DOHC turbo benzin 136 kW (185 hk), optimeret version af 163 hk-motoren med:
  - Forstærket motor
  - Større bremser (inkl. sports ABS)
  - Større turbolader
  - Større ladeluftkøler
  - Forbedret undervogn (hårdere støddæmpere og modificerede stabilisatorer)

Den firehjulstrukne BG-8 med 163 hk-turbomotor blev bygget mellem 1989 og 1992, mens GT-R med 185 hk blev bygget i 1993 som homologationsmodel. I Japan havde GT-R sågar 210 hk og kunne som ekstraudstyr leveres med læderkabine og klimaautomatik.
- 323 hatchback bagfra
- Mazda 323F (1989–1994)
- 323F bagfra
- Mazda 323 sedan (1989–1994)

Efter introduktionen af efterfølgeren blev modellen fortsat produceret til nogle lande, bl.a. Danmark, frem til 1996 som billig indstigningsmodel under navnet 323 Classic.

### Sikkerhed
Det svenske forsikringsselskab Folksam vurderer flere forskellige bilmodeller ud fra oplysninger fra virkelige ulykker, hvorved risikoen for død eller invaliditet i tilfælde af en ulykke måles. I rapporterne Hur säker är bilen? er/var Mazda 323 i årgangene 1990 til 1995 klassificeret som følger:
- 1999: Som middelbilen[3]
- 2001: Som middelbilen[4]
- 2003: Ned til 15 % dårligere end middelbilen[5]
- 2005: Mindst 15 % dårligere end middelbilen[6]
- 2007: Dårligere end middelbilen[7]
- 2009: Dårligere end middelbilen[8]
- 2011: Dårligere end middelbilen[9]
- 2013: Mindst 40 % dårligere end middelbilen[10]
- 2015: Mindst 40 % dårligere end middelbilen[11]
- 2017: Mindst 40 % dårligere end middelbilen[12]

## 323 (BA, 1994−2000)
Som efterfølger for BG-modellen blev der i juni 1994 introduceret en ny model med modelkoden "BA". Nu havde alle karrosserivarianter et bogstav efter tallet (323C: coupé, 323S: sedan, 323F: hatchback).
Designet på 323C og 323F var meget sportsligt, men i modsætning til forgængerne meget rundt, næsten uden kanter. For første gang kunne 323 fås med fører- og passagerairbags.
Samtidig med introduktionen af 323 BA udgik 323 stationcar fra 1986 af produktion.
I starten fandtes modellen med fire forskellige benzinmotorer:
- Den fra forgængeren næsten uændrede 1,3-liters firecylindrede SOHC-motor med 16 ventiler og 53 kW (72 hk) (kun i 323S og 323C)
- En nyudviklet 1,5-liters SOHC 16V-motor med 65 kW (88 hk) (i alle modeller)
- En let modificeret 1,8-liters DOHC 16V-motor fra forgængeren med nu 84 kW (114 hk) (i alle modeller undtagen 323P)
- En 2,0-liters V6-motor med 24 ventiler og 106 kW (144 hk) (kun i 323F)
- I 1995 fulgte en 1,7-liters turbodiesel med 60 kW (82 hk) i 323S.

I oktober 1996 fik modelserien et facelift. På grund af de lave salgstal for 323C introducerede Mazda en ny tredørsmodel kaldet 323P. Den komplette kabine og dele af teknikken blev modificeret. 323C fandtes nu kun med 1,5-litersmotoren, 323S og 323P med 1,3- og 1,5-litersmotor. 1,7-liters turbodieselmotoren blev taget af programmet og kort tid efter afløst af en 2,0-liters dieselmotor med 52 kW (71 hk) i 323S og 323P.
I 1998 introducerede Mazda to specialmodeller af 323F med læderkabine og 1,5-litersmotor:
- Edition Elegant med speciallakering i Borneogrøn metallic og beige læderinteriør
- Edition Sportiv i sølvgrå med sort læder

I sensommeren 1998 blev produktionen og salget af BA-modellerne 323C, 323S og 323F indstillet, mens 323P fortsat blev bygget sideløbende med efterfølgeren frem til efteråret 2000.
I Japan blev modellerne 323C og 323S ligesom forgængerne solgt under navnet Familia (type BH). 323F blev solgt som sin egen modelserie (type CB) under navnet Lantis og fandtes også som firedørs sedan.
- Mazda 323C (1994–1998)
- 323C bagfra
- Mazda 323S (1994–1998)
- 323S bagfra
- Mazda 323P (1996–2000)
- 323P bagfra

### Sikkerhed
Det svenske forsikringsselskab Folksam vurderer flere forskellige bilmodeller ud fra oplysninger fra virkelige ulykker, hvorved risikoen for død eller invaliditet i tilfælde af en ulykke måles. I rapporterne Hur säker är bilen? er/var Mazda 323 i årgangene 1995 hhv. 1996 til 1998 klassificeret som følger:
- 2003: Som middelbilen[5]
- 2005: Som middelbilen[6]
- 2007: Som middelbilen[7]
- 2009: Som middelbilen[8]
- 2011: Som middelbilen[9]
- 2013: Mindst 20 % bedre end middelbilen[10]
- 2015: Mindst 20 % bedre end middelbilen[11]
- 2017: Som middelbilen[12]

### Tekniske data
|                                                | 1.3                      | 1.5                             | 1.8                             | 2.0 V6                          | 1.7 TD                     | 2.0 D                      |
| Byggeperiode                                   | 1994−2000                | 1994−2000                       | 1994−1998                       | 1994−1998                       | 1995−1996                  | 1997−2000                  |
| Motordata                                      |                          |                                 |                                 |                                 |                            |                            |
| Motorkode                                      | B3                       | Z5-DE                           | BP-ZE                           | E-CBAEP                         | TC4 EE1                    | RF                         |
| Motortype                                      | R4-benzinmotor           | R4-benzinmotor                  | R4-benzinmotor                  | V6-benzinmotor                  | R4-dieselmotor             | R4-dieselmotor             |
| Antal ventiler pr. cylinder                    | 4                        | 4                               | 4                               | 4                               | 2                          | 2                          |
| Ventilstyring                                  | OHC, tandrem             | DOHC, tandrem/kæde              | DOHC, tandrem                   | 2 × DOHC, tandhjul/tandrem      | OHC, tandrem               | OHC, tandrem               |
| Fødesystem                                     | Multipoint-indsprøjtning | Multipoint-indsprøjtning        | Multipoint-indsprøjtning        | Multipoint-indsprøjtning        | Hvirvelkammerindsprøjtning | Hvirvelkammerindsprøjtning |
| Trykladning                                    | –                        | –                               | –                               | –                               | Turbolader, ladeluftkøler  | –                          |
| Køling                                         | Vandkøling               | Vandkøling                      | Vandkøling                      | Vandkøling                      | Vandkøling                 | Vandkøling                 |
| Boring × slaglængde                            | 71,0 × 83,6 mm           | 75,3 × 83,6 mm                  | 83,0 × 85,0 mm                  | 78,0 × 69,6 mm                  | 79,0 × 86,0 mm             | 86,0 × 86,0 mm             |
| Slagvolume                                     | 1324 cm³                 | 1489 cm³                        | 1840 cm³                        | 1995 cm³                        | 1686 cm³                   | 1998 cm³                   |
| Kompressionsforhold                            | 9,4:1                    | 9,4:1                           | 9,0:1                           | 9,5:1                           | 22,0:1                     | 21,7:1                     |
| Maks. effekt ved omdr./min.                    | 53 kW (72 hk) 6000       | 65 kW (88 hk) 5500              | 84 kW (114 hk) 6000             | 106 kW (144 hk) 6000            | 60 kW (82 hk) 4400         | 52 kW (71 hk) 4500         |
| Maks. drejningsmoment ved omdr./min.           | 104 Nm 3700              | 132 Nm 4000                     | 160 Nm 4000                     | 180 Nm 5000                     | 168 Nm 2400                | 128 Nm 3000                |
| Kraftoverførsel                                |                          |                                 |                                 |                                 |                            |                            |
| Drivende hjul                                  | Forhjul                  | Forhjul                         | Forhjul                         | Forhjul                         | Forhjul                    | Forhjul                    |
| Gearkasse (standardudstyr)                     | 5-trins manuel           | 5-trins manuel                  | 5-trins manuel                  | 5-trins manuel                  | 5-trins manuel             | 5-trins manuel             |
| Gearkasse (ekstraudstyr)                       | –                        | 4-trins automatisk              | 4-trins automatisk              | 4-trins automatisk              | –                          | –                          |
| Præstationer                                   |                          |                                 |                                 |                                 |                            |                            |
| Topfart                                        | 164 km/t                 | 173 km/t (161 km/t)             | 188 km/t (172 km/t)             | 208 km/t (201 km/t)             | 170 km/t                   | 168 km/t                   |
| Acceleration 0-100 km/t                        | 13,3 sek.                | 11,8 sek. (14,2 sek.)           | 9,7 sek. (12,2 sek.)            | 9,4 sek. (10,9 sek.)            | 14,2 sek.                  | 16,9 sek.                  |
| Brændstofforbrug pr. 100 km ved blandet kørsel | 8,0 liter Blyfri 91      | 7,6 liter (7,7 liter) Blyfri 91 | 8,1 liter (8,0 liter) Blyfri 95 | 8,7 liter (9,0 liter) Blyfri 95 | 6,8 liter Diesel           | 6,5 liter Diesel           |

1. ↑  Værdier i parentes gælder for versioner med automatgear

## 323 (BJ, 1998−2003)
I september 1998 startede produktionen af den sjette og sidste generation af 323 med modelkoden BJ. Modellen fandtes som firedørs sedan (323S) og femdørs hatchback (323F). Den tredørs hatchbackudgave af forgængeren (323P) blev bygget sideløbende med 323 BJ frem til oktober 2000.
Bilen fandtes i tre forskellige udstyrsvarianter (Comfort, Exclusive, Sportive) samt med fem forskellige motorer.
- Bagfra
- Mazda 323S (1998–2001)

I maj 2001 fik modellen et facelift med grundlæggende modifikation af frontpartiet og nye farver og indtræk i kabinen.
- Mazda 323F (2001–2002)

I august 2002 fik 323 et yderligere mindre facelift med andre baglygter samt delvist sort indfarvede forlygter.
- Mazda 323F (2002–2003)
- Bagfra

I september 2003 sluttede Mazda 323-æraen efter mere end 26 år. Efterfølgeren kom efter Mazdas nye navngivningspolitik til at hedde Mazda3. Også i Japan sluttede Familia-æraen, og den nye model kom til at hedde Axela.

### Sikkerhed
Det svenske forsikringsselskab Folksam vurderer flere forskellige bilmodeller ud fra oplysninger fra virkelige ulykker, hvorved risikoen for død eller invaliditet i tilfælde af en ulykke måles. I rapporterne Hur säker är bilen? er/var Mazda 323 i årgangene 1999 til 2003 klassificeret som følger:
- 2017: Som middelbilen[12]

### Tekniske data
|                                                | 1.3                      | 1.5                             | 1.6                      | 1.6                      | 1.8                             | 2.0                             | 2.0 D                        | 2.0 DITD                  | 2.0 DITD                  |
| Byggeperiode                                   | 1998−2003                | 1998−2001                       | 2001−2003                | 2001−2003                | 1998−2001                       | 2001−2003                       | 1998−2001                    | 1998−2001                 | 2001−2003                 |
| Motordata                                      |                          |                                 |                          |                          |                                 |                                 |                              |                           |                           |
| Motorkode                                      | B3                       | Z5                              | ZM                       | ZM                       | FP                              | FS                              | RF                           | RF2                       | RF4                       |
| Motortype                                      | R4-benzinmotor           | R4-benzinmotor                  | R4-benzinmotor           | R4-benzinmotor           | R4-benzinmotor                  | R4-benzinmotor                  | R4-dieselmotor               | R4-dieselmotor            | R4-dieselmotor            |
| Antal ventiler pr. cylinder                    | 4                        | 4                               | 4                        | 4                        | 4                               | 4                               | 2                            | 4                         | 4                         |
| Ventilstyring                                  | OHC, tandrem             | DOHC, tandrem                   | DOHC, tandrem            | DOHC, tandrem            | DOHC, tandrem                   | DOHC, tandrem                   | OHC, tandrem                 | OHC, tandrem              | OHC, tandrem              |
| Fødesystem                                     | Multipoint-indsprøjtning | Multipoint-indsprøjtning        | Multipoint-indsprøjtning | Multipoint-indsprøjtning | Multipoint-indsprøjtning        | Multipoint-indsprøjtning        | Hvirvelkammer- indsprøjtning | Direkte indsprøjtning     | Direkte indsprøjtning     |
| Trykladning                                    | –                        | –                               | –                        | –                        | –                               | –                               | –                            | Turbolader, ladeluftkøler | Turbolader, ladeluftkøler |
| Køling                                         | Vandkøling               | Vandkøling                      | Vandkøling               | Vandkøling               | Vandkøling                      | Vandkøling                      | Vandkøling                   | Vandkøling                | Vandkøling                |
| Boring × slaglængde                            | 71,0 × 83,6 mm           | 78,0 × 78,4 mm                  | 78,0 × 83,6 mm           | 78,0 × 83,6 mm           | 83,0 × 85,0 mm                  | 83,0 × 92,0 mm                  | 86,0 × 86,0 mm               | 86,0 × 86,0 mm            | 86,0 × 86,0 mm            |
| Slagvolume                                     | 1324 cm³                 | 1498 cm³                        | 1598 cm³                 | 1598 cm³                 | 1840 cm³                        | 1991 cm³                        | 1998 cm³                     | 1998 cm³                  | 1998 cm³                  |
| Kompressionsforhold                            | 9,4:1                    | 9,4:1                           | 9,7:1                    | 9,7:1                    | 9,7:1                           | 9,7:1                           | 21,7:1                       | 18,8:1                    | 18,8:1                    |
| Maks. effekt ved omdr./min.                    | 54 kW (73 hk) 5500       | 65 kW (88 hk) 5500              | 72 kW (98 hk) 5500       | 70 kW (95 hk) 5500       | 84 kW (114 hk) 6000             | 96 kW (130 hk) 6000             | 52 kW (71 hk) 4500           | 66 kW (90 hk) 4000        | 74 kW (101 hk) 4000       |
| Maks. drejningsmoment ved omdr./min.           | 108 Nm 4000              | 132 Nm 4000                     | 145 Nm 3700              | 143 Nm 3700              | 161 Nm 4000                     | 171 Nm 4400                     | 128 Nm 3000                  | 220 Nm 1800               | 230 Nm 2000               |
| Kraftoverførsel                                |                          |                                 |                          |                          |                                 |                                 |                              |                           |                           |
| Drivende hjul                                  | Forhjul                  | Forhjul                         | Forhjul                  | Forhjul                  | Forhjul                         | Forhjul                         | Forhjul                      | Forhjul                   | Forhjul                   |
| Gearkasse (standardudstyr)                     | 5-trins manuel           | 5-trins manuel                  | 5-trins manuel           | 4-trins automatisk       | 5-trins manuel                  | 5-trins manuel                  | 5-trins manuel               | 5-trins manuel            | 5-trins manuel            |
| Gearkasse (ekstraudstyr)                       | –                        | 4-trins automatisk              | –                        | –                        | 4-trins automatisk              | 4-trins automatisk              | –                            | –                         | –                         |
| Præstationer                                   |                          |                                 |                          |                          |                                 |                                 |                              |                           |                           |
| Topfart                                        | 167 km/t                 | 177 km/t (164 km/t)             | 182 km/t                 | (170 km/t)               | 194 km/t (175 km/t)             | 203 km/t (183 km/t)             | 168 km/t                     | 178 km/t                  | 189 km/t                  |
| Acceleration 0-100 km/t                        | 14,2 sek.                | 11,9 sek. (14,5 sek.)           | 11,6 sek.                | (14,2 sek.)              | 9,8 sek. (12,2 sek.)            | 9,7 sek. (11,7 sek.)            | 16,9 sek.                    | 12,2 sek.                 | 12,2 sek.                 |
| Brændstofforbrug pr. 100 km ved blandet kørsel | 7,4 liter Blyfri 95      | 7,5 liter (8,2 liter) Blyfri 95 | 7,5 liter Blyfri 95      | (8,6 liter) Blyfri 95    | 8,2 liter (9,0 liter) Blyfri 95 | 8,5 liter (9,2 liter) Blyfri 95 | 6,5 liter Diesel             | 5,1 liter Diesel          | 5,8 liter Diesel          |

1. ↑  Værdier i parentes gælder for versioner med automatgear

## Svage sider
Versionerne med benzinmotor er ikke E10-kompatible.